# 薛悌
薛 悌（せつ てい、生没年不詳）は、中国後漢末期から三国時代にかけての人物。字は孝威。兗州東郡の人。陳寿『三国志』に個人の伝は立てられていないが、「程昱伝」・「梁習伝」・「陳矯伝」・「高堂隆伝」などに事績が散見される。

## 生涯
薛悌の家は身分が低かったが、曹操が兗州牧に就任すると従事に抜擢された。
194年、曹操が徐州を征伐している時に、張邈・呂布らが後方で反乱を起こしたため、兗州の諸県は彼らに呼応した。薛悌は程昱と共に曹操が帰還するまでの間、鄄城・范・東阿の三県を守り抜いた。その後、逃亡した応劭の後任として22歳という異例の若さで泰山太守に就任した。
陳矯が太守陳登の依頼で許昌に向かった時、泰山に立ち寄り薛悌と交流した。当時の陳矯が、まだ功曹に過ぎなかったにもかかわらず、薛悌は身分を気にせず陳矯と親しく付き合った。また、薛悌は高堂隆を督郵に任命した。ある時、督軍従事が論争のどさくさに紛れて、薛悌の実名を呼び捨てにしたため、高堂隆が剣に手をかけ激怒したが、薛悌は彼を制止した。このように薛悌は寛容さをもって知られ、官吏の見本とされた。
曹操が冀州を平定した時、薛悌は王国と共に左右の長史に任命された。また、後に中領軍に転任した。
曹操の濡須遠征に従い、曹操が帰還すると護軍として合肥に留め置かれ、張遼・楽進・李典らの目付役を務めた。曹操は漢中征討の際に、薛悌に命令書が入った箱を保管させていた。215年、孫権が合肥を攻撃すると薛悌は命令書を開き、「張遼・李典は出撃し、楽進は護軍を守れ」の指令の通りに楽進と共に城を守った。（合肥の戦い）
漢中征討の後、陳矯が尚書に就任すると、その後任として魏郡太守に就任した。薛悌は常に忠節を尽くし、寛容・簡明な政治を心掛けた。曹丕は即位すると、詔勅を下して薛悌・王思・郤嘉を褒め称え、それぞれに関内侯の爵位を加えた。
237年、陳矯の後任として尚書令となった。
これ以降の事績は不明である。
小説『三国志演義』では、合肥の戦いの場面で曹操からの命令書を預かる役目として登場するのみである。

## 参考資料
- 陳寿『三国志』